# 内脏

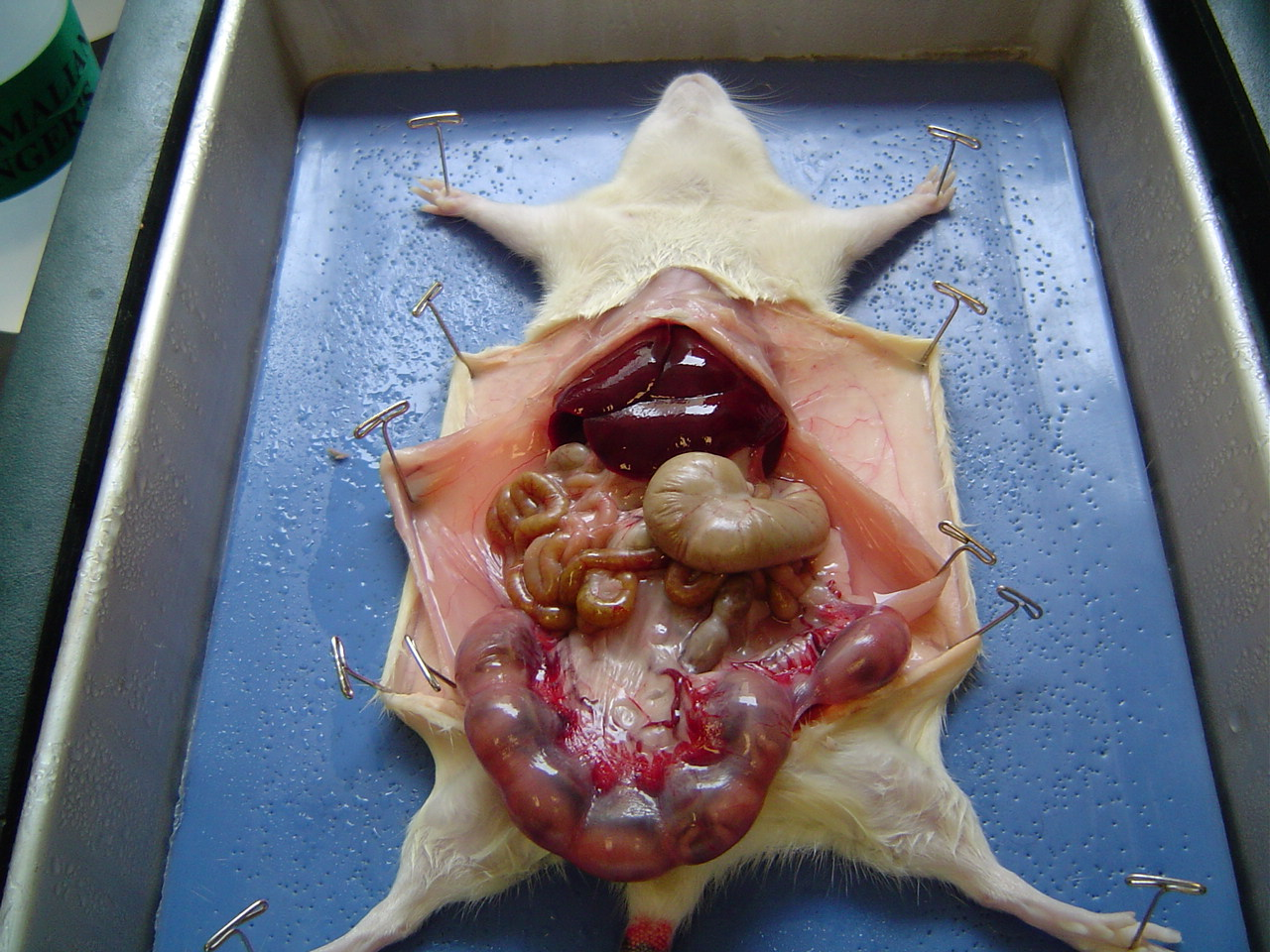
被解剖的小鼠，图中显示出其部分内脏

内脏（viscera）又称脏器（viscus），是人和动物胸腔、腹腔、盆腔内器官的统称，不含颅腔内器官；各內臟可以組成不同的系統，例如循环系统、呼吸系統等等。
内脏具体主要包括：循环系（心）、消化系（胃、肠、肝、胆、胰)、呼吸系（肺）、泌尿系（肾、膀胱）、生殖系（子宫、卵巢）、免疫系（脾）等；但，这些器官系统的某些部分并不属于内脏描述的范围，例如：消化和呼吸系统的部分器官位于头颈部；泌尿、生殖及消化系统的部分器官位于会阴部。